# Elbit Crossbow
A Crossbow egy forgatható toronyban elhelyezett automata 120 milliméteres aknavető, amelyet az izraeli Elbit Systems fejleszt. Az aknavető várhatóan 2024 második felére lesz gyártásra érett.

## Kialakítása és jellemzői
Az Izraeli Védelmi Erők megrendelésére fejlesztett aknavető több mint 10 kilométerre lévő célpontokat is támadhat, maximális tűzsebessége pedig 10 lövés percenként, de a cső túlmelegedésének elkerülése végett tartósan csak percenként 6 lövés leadására képes . A 30 másodperc alatt tűzkésszé tehető aknavető ún. MRSI képességgel is rendelkezik, vagyis több olyan különböző röppályájú lövést tud leadni, amelynek lövedékei nagyjából egy időben csapódnak be a célterületre. Ennek azért van jelentősége, mert az ellenségnek nincs ideje reagálni, fedezékbe vonulni vagy ellencsapást mérni. Legfeljebb 6 aknagránátot képes kilőni így 2,5–5 km közötti távolságokra. Az aknavető-torony 28 kilövésre kész gránátot hordozhat. A rendszer az Iron Sting irányított aknagránátokat is képes kilőni.
A mintegy 2,2 tonnás  torony páncélvédettsége alapesetben a STANAG 4569 szabvány szerinti 1-es szintnek felel meg, de akár 4-es szintig növelhető. Utóbbi esetben is a torony tömege 3,2 tonna alatt marad, így szinte bármilyen harcjárműbe beépíthető és képes mozgás közben is pontosan tüzelni. Az aknavetővel párhuzamosítva egy 12,7 mm-es M2 géppuska is helyet kapott a toronyban, amivel a harcjármű közelébe férkőző ellenséges gyalogság és drónok ellen veheti fel a harcot.

## Alkalmazók
Ausztria - 53 millió EUR értékben rendelt CROSSBOW aknavető-tornyokat 2024 májusában. Az aknavetőket Pandur EVO 6x6-os harcjárművekre tervezik telepíteni. A szerződés 2024 és 2030 között kerül teljesítésre.
 Izrael - A tervek szerint a Crossbow 2024 végén vagy 2025 elején fog rendszerbe állni az  Izraeli Védelmi Erők kötelékében Oshkosh FMTV páncélozott teherautókra illetve konténerekre telepítve.

## Összevetés más hasonló rendszerekkel
Az alábbiakban a legelterjedtebb zárt toronyban elhelyezett modern automata illetve félautomata aknavetők kerülnek összehasonlítására a teljesség igénye nélkül.
|                     | Crossbow      | NEMO          | Mjölner       | RAK           |
| ------------------- | ------------- | ------------- | ------------- | ------------- |
| Gyártó ország       | Izrael        | Finnország    | Svédország    | Lengyelország |
| Űrméret             | 120 mm        | 120 mm        | 120 mm        | 120 mm        |
| csövek száma        | 1 db          | 1 db          | 2 db          | 1 db          |
| Max. lőtávolság     | >10 km        | 10 km         | 13 km         | 12 km         |
| Max. tűzsebesség    | 10 lövés/perc | 10 lövés/perc | 16 lövés/perc | 8 lövés/perc  |
| Kezelők száma*      | 2 fő          | 2 fő          | 3 fő          | 2 fő          |
| Vízszintes irányzás | 360°          | 360°          | 60°           | 360°          |
| Függőleges irányzás | -3°+87°       | -3° / +85°    | +45° / +85°   | -3° / 80°     |

*jármű vezető nélkül, csak az aknavető működtetéséhez szükséges személyzet